# آکادمی فیلم پکن
آکادمی فیلم پکن (چینی ساده: 北京电影学院; چینی سنتی: 北京電影學院; پین‌یین: Běijīng Diànyǐng Xuéyuàn؛ ‏ انگلیسی: Beijing Film Academy) که به اختصار «BFA» نامیده می‌شود، یک مؤسسهٔ آموزش عالیِ مختلطِ دولتی در شهر پکن چیناست که به آموزش فیلم‌سازی، تلویزیون و سینما اختصاص دارد و بزرگترین مؤسسهٔ آموزش عالیِ فیلم‌سازی در آسیا محسوب می‌شود.
این مرکز آموزشی که در سال ۱۹۵۰ میلادی بنیان نهاده شد، بابتِ دستاوردهای سینمایی‌اش، از اعتبارِ بین‌المللی برخوردار است.
کمپ «آکادمی فیلم پکن» در محلهٔ هایدیان پکن واقع است.
هنرمندان برجسته‌ای در این مرکزِ آموزشی به تحصیل پرداخته‌اند که از آن میان می‌توان به چن کایگه، شی فی، جیا ژانکو، وانگ زیائوشوای، ژانگ فنگ‌یی، شو جینگ‌لی، یو نان، ژائو وی، هلن یائو، یانگ ژی و ژانگ ییمو اشاره کرد.